# Damian Bryl
Damian Bryl (Jarocin, 10 de febrero de 1969) es un obispo católico polaco. Obispo de Kalisz.

## Biografía

### Infancia y formación sacerdotal
Nació en Jarocin. Fue el primogénito del matrimonio formado por Jan Bryl y Dorota Zawodna. Asistió a la escuela primaria y al liceo de su ciudad natal, donde se graduó en 1988. Después de graduarse de la escuela secundaria, ingresó en el Seminario Arzobispal de Poznan. 

### Sacerdocio y formación teológica
Fue ordenado sacerdote el 26 de mayo de 1994 por el arzobispo Jerzy Stroba. Después de su ordenación sacerdotal, trabajó como vicario en la parroquia del Sagrado Corazón de Jesús en el pueblo de Środa Wielkopolska (1994-1996). Durante este tiempo estudió en la Pontificia Facultad de Teología de Poznań y en 1995 obtuvo una licenciatura en Teología.
En 1996 se trasladó a Pamplona (España). En la capital foral navarra realizó el doctorado en Teología (1999) en la Universidad de Navarra.

### Actividad docente y pastoral
De regreso a Polonia, fue redactor de la revista Katecheta (2000), director espiritual del seminario mayor de Poznán (2001-2013), y profesor adjunto en la Facultad de Teología de la Universidad Adam Mickiewicz de Poznań (2006-2010). El 20 de octubre de 2010 fue nombrado canónigo honorario del Capítulo Metropolitano de Poznan.

### Obispado
El 13 de julio de 2013, el Papa Francisco lo nombró obispo titular de Suliana y obispo auxiliar de Poznan. Recibió la ordenación episcopal el 8 de septiembre de 2013 de manos del arzobispo Stanisław Gądecki, y los coordinadores fueron el arzobispo Celestino Migliore y el obispo Zdzisław Fortuniak.
En la Conferencia Episcopal Polaca ocupa los siguientes cargos: miembro electo del Consejo Permanente, miembro de la Comisión para el Clero, para la Educación Católica y para la Familia.
En 2019 fue co-consagrador durante la ordenación del obispo auxiliar de Poznań, Szymon Stułkowski.
El 25 de enero de 2021, el Papa Francisco lo nombró obispo diocesano de la diócesis de Kalisz. Tomó posesión canónicamente de la diócesis el 11 de febrero de 2021, y la entrada en la catedral de San Nicolás como nuevo obispo de la diócesis de Kalisz tendrá lugar el 27 de marzo de 2021.